# Earinis krueslerae
Earinis krueslerae är en skalbaggsart som beskrevs av Francis Polkinghorne Pascoe 1866. Earinis krueslerae ingår i släktet Earinis och familjen långhorningar. Inga underarter finns listade i Catalogue of Life.